# Dietkirchen (Limburg an der Lahn)
Dietkirchen an der Lahn ist ein Stadtteil der Kreisstadt Limburg an der Lahn des mittelhessischen Landkreises Limburg-Weilburg. Der Ort, in der Mundart der Region auch „Dickerisch“ genannt, wird beherrscht von der Lubentius-Basilika, dem im frühen Mittelalter bedeutendsten Kirchenbauwerk der Region.

## Geographische Lage

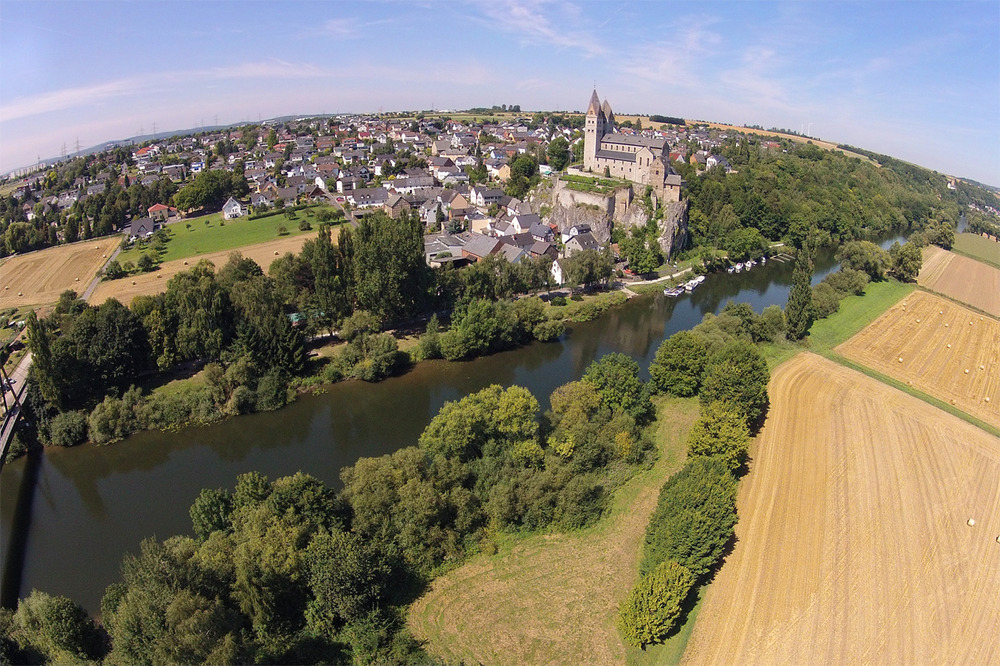
Dietkirchen von Südosten aus gesehen

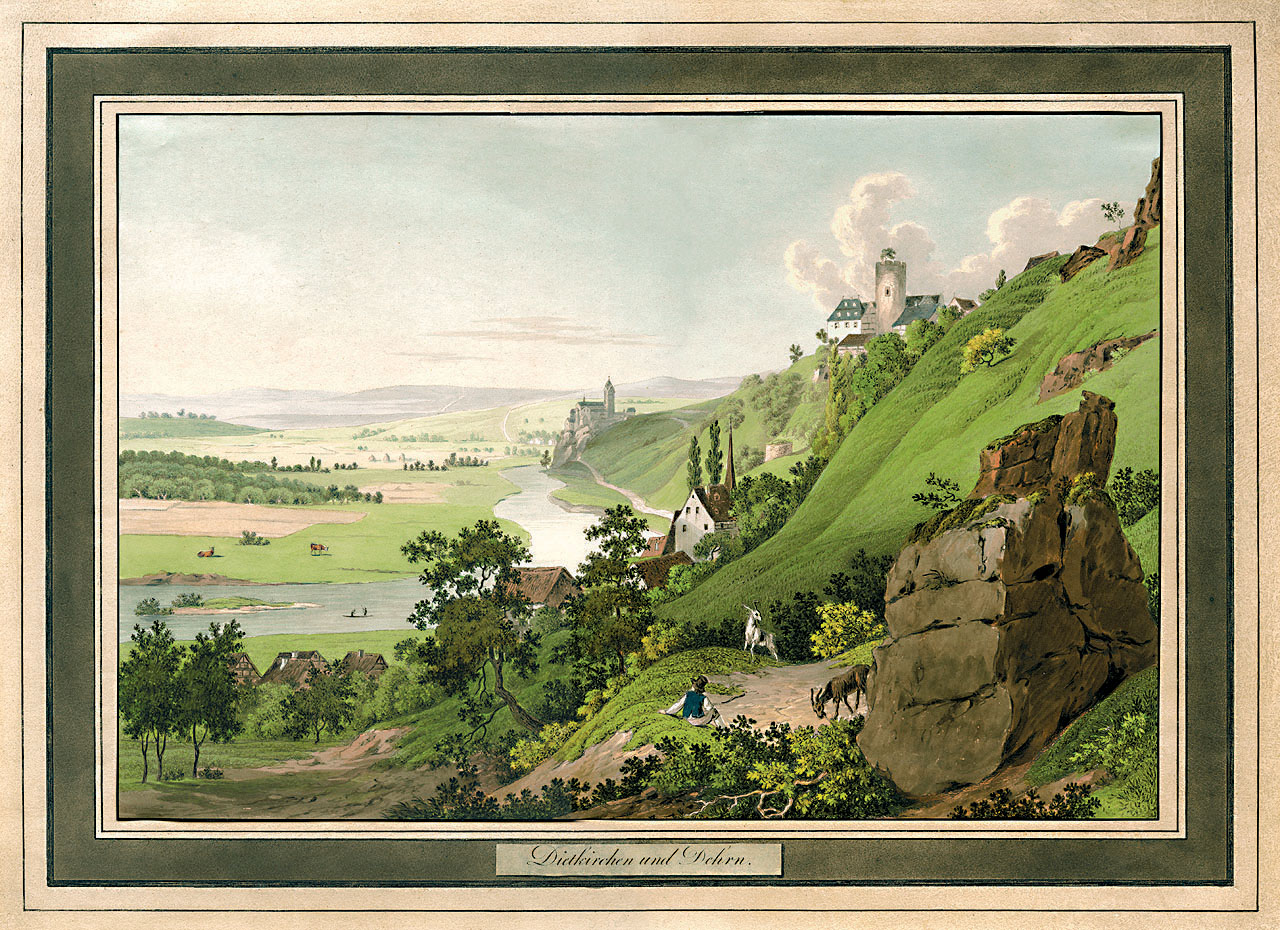
Friedrich Christian Reinermann: Blick über Dehrn nach Dietkirchen um 1815

Dietkirchen liegt unmittelbar am Westufer der Lahn. Markant ist der hoch aufragende Kalkfelsen, auf dem sich die Lubentiusbasilika erhebt. Der Ort selbst liegt auf 120 bis 170 Metern Höhe. Im Nordteil der Gemarkung steigt die Landschaft auf bis zu 180 Meter an, während sie im Südteil unterhalb des Kirchenfelsens am Lahnufer bis auf 115 Meter abfällt.
Naturräumlich gesehen liegt der Ort an der östlichen Verengung der Limburger Lahntalweitung zum schmaleren Runkeler Lahntal hin. Das Bild des alten Ortskerns wird wegen des großen Höhenunterschiedes von zahlreichen Stützmauern zur Terrassierung der Baugrundstücke geprägt. Die Gemarkung besteht mit Ausnahme des Uferbewuchses der Lahn fast ausschließlich aus Landwirtschaftsfläche.
Die Dietkircher Gemarkung grenzt im Norden an den Runkeler Stadtteil Dehrn, im Osten und Süden an Eschhofen, im Südwesten an die Kernstadt Limburg und im Westen und Nordwesten an Offheim.

## Geschichte

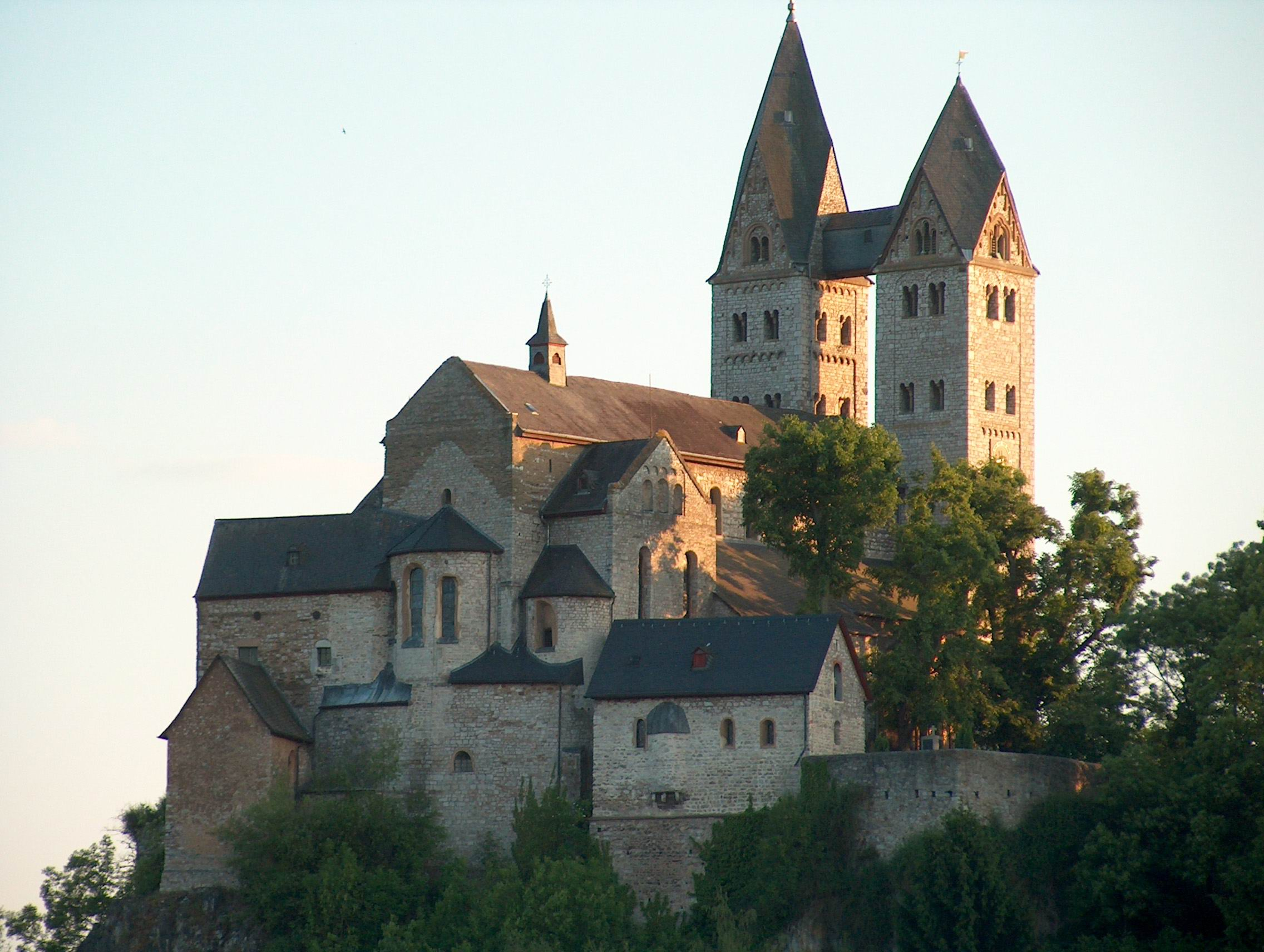
St.-Lubentius-Kirche im Abendlicht

### Urgeschichte
Im Bereich der Lubentiuskirche haben Archäologen Spuren, die auf eine Kultstätte aus der Kupfersteinzeit (4000 bis 2000 v. Chr.) hindeuten, sowie Reste einer Siedlung entdeckt, die der Urnenfelderkultur (1300 bis 800 v. Chr.) zugeordnet wird.
Grabungen in der Lubentiusbasilika deuten darauf hin, dass sich vor der Kirche ein heidnischer Kult- und Versammlungsort auf dem Kalkfelsen befand. Der Reckenforst, ein gerichtlicher Versammlungsort, an dem spätestens im Frühmittelalter die Blutgerichtsbarkeit für die weite Umgebung ausgeübt wurde, lag in unmittelbarer Nähe. Er wird schon im Jahr 1217 urkundlich erwähnt.

### Erste urkundliche Erwähnung
Dietkirchen wird erstmals im Jahre 841 als in ecclesia dietkircha urkundlich erwähnt. Das Dorf ist jedoch sicher älter. Die Bedeutung des Ortsnamens ist unklar. Der zweite Teil „-kirchen“ bezieht sich nach einhelliger Meinung auf die Stiftskirche. Probleme bereitet die Deutung der Silbe „Diet-“. Einige Historiker vermuten, dass sie aus dem Althochdeutschen stammt und „Volk“ bedeutet. Der Ortsname bedeute dann „Volkskirche“ und beziehe sich auf die herausgehobene Stellung als Zentralkirche des Archidiakonats. Andere gehen von einer vorgermanischen Bedeutung des Namens aus; demnach soll sich die Silbe „Diet-“ auf die wichtige Furt über die Lahn unterhalb der Kirche beziehen.

### Christianisierung

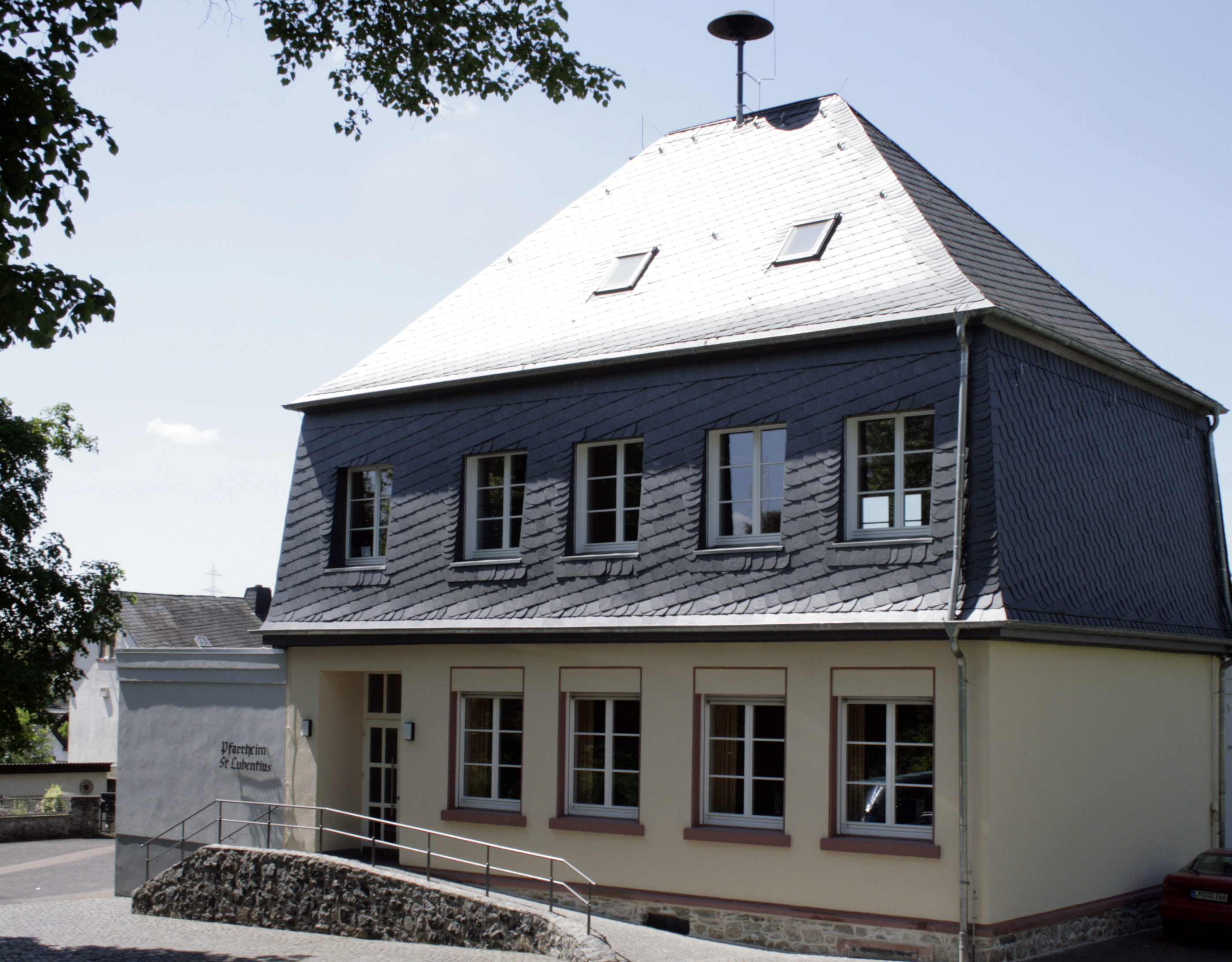
Pfarrheim Dietkirchen

In der Geschichte des Dorfes nehmen die Christianisierung des Lahngebietes und das ehemalige Lubentiusstift eine besondere Rolle ein. Die Legende, der Heilige Lubentius habe dort missioniert, ist aber nachweislich falsch. Die Anfänge des Christentums an der Lahn reichen etwa vom 6. bis zum Ende des 7. Jahrhunderts. In diesem Zeitraum dürfte wohl auch die Gründung des Dorfes liegen.

### Neuzeit
Die ersten Anordnungen der Verhütung eines Brandes im Zusammenhang mit häuslichen Feuerstätten in Textform im Kurfürstentum Trier vom 9. Mai 1721 führten auch in Dietkirchen zu erheblichen Verbesserungen der Bauweise der Gebäude.

### Lubentiusstift

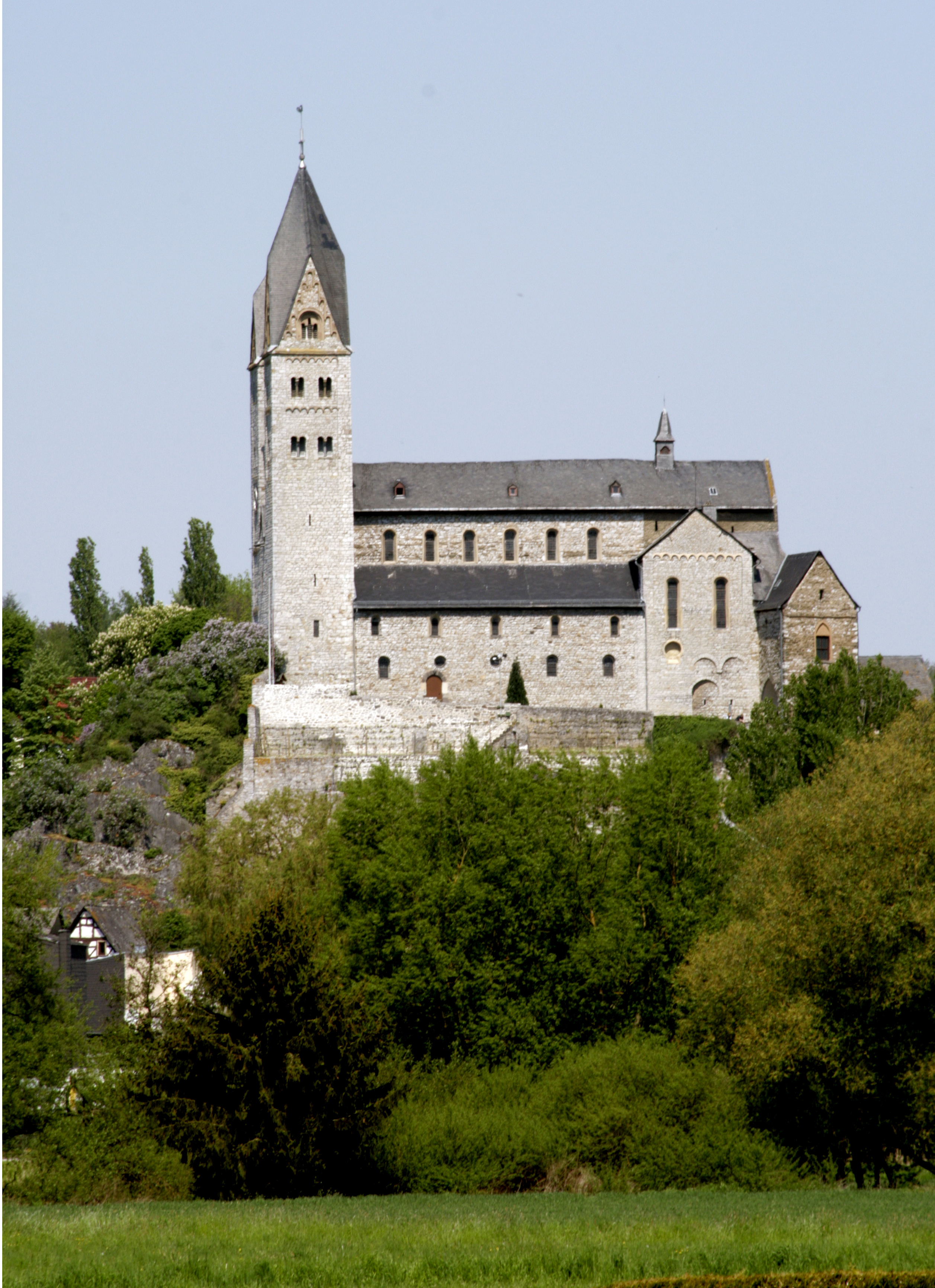
Lubentiuskirche von Süden aus gesehen

Die erste Erwähnung des Lubentiusstifts ist auf das Jahr 841 datiert. In der romanischen Stiftskirche ruhen die Gebeine von St. Lubentius, um den sich viele Legenden gebildet haben. Wahrscheinlich sind die sterblichen Überreste schon vor 841 von Kobern an der Mosel nach Dietkirchen überführt worden. Nach archäologischen Funden wurde eine steinerne Vorgängerkirche bereits um 720 erbaut. Zuvor gab es hier vielleicht eine Holzkirche. Das Stift wurde zwischen 830 und 838 errichtet.
Inmitten einer parkähnlichen Friedhofsanlage trifft man auf einen romanischen Kirchenbau, der von einer für die Architektur der Zeit typischen Schwere der Bauglieder und allgemein kubischen Massigkeit geprägt ist, wovon sich nur der Innenraum stellenweise zu lösen vermag. Der Anspruch der Architektur sowie die Qualität der Innenausstattung erinnern noch heute an die wichtige kirchenpolitische Rolle des Stifts sowie des seit 1021 bezeugten Archidiakonats. Von Dietkirchen aus wurden damit sämtliche rechtsrheinischen Teile des Bistums Trier verwaltet. Sechs Dekanate waren Dietkirchen untergeordnet. Zu diesem Zeitpunkt müssen die Bauarbeiten an der heutigen Stiftskirche bereits begonnen haben. Am 5. August 1225 wurde sie geweiht. Vermutlich dauerten die Bauarbeiten aber noch rund zehn Jahre an. Spätestens ab 1326 besaß auch das Dekanat Dietkirchen ein eigenes Landkapitel, eine geistliche Gemeinschaft, analog zu Stiftkapiteln. Sein Memorienbuch verzeichnete im Jahr 1709 den letzten Eintrag, nachdem die übrigen Landkapitel im Archidiakonat bereits in der Reformation untergegangen waren.
Als weitere Schutzheilige neben Lubentius wird die Heilige Juliana benannt. Die Kirche war Grablege für einige Mitglieder der regional bedeutsamen niederadligen Familie Frei von Dehrn. Die Katholiken von Dietkirchen pilgern seit vielen Jahrzehnten zur Wallfahrtskapelle Maria Hilf Beselich und geben dort ihren Glauben kund.

### Lahnfähre und -brücke

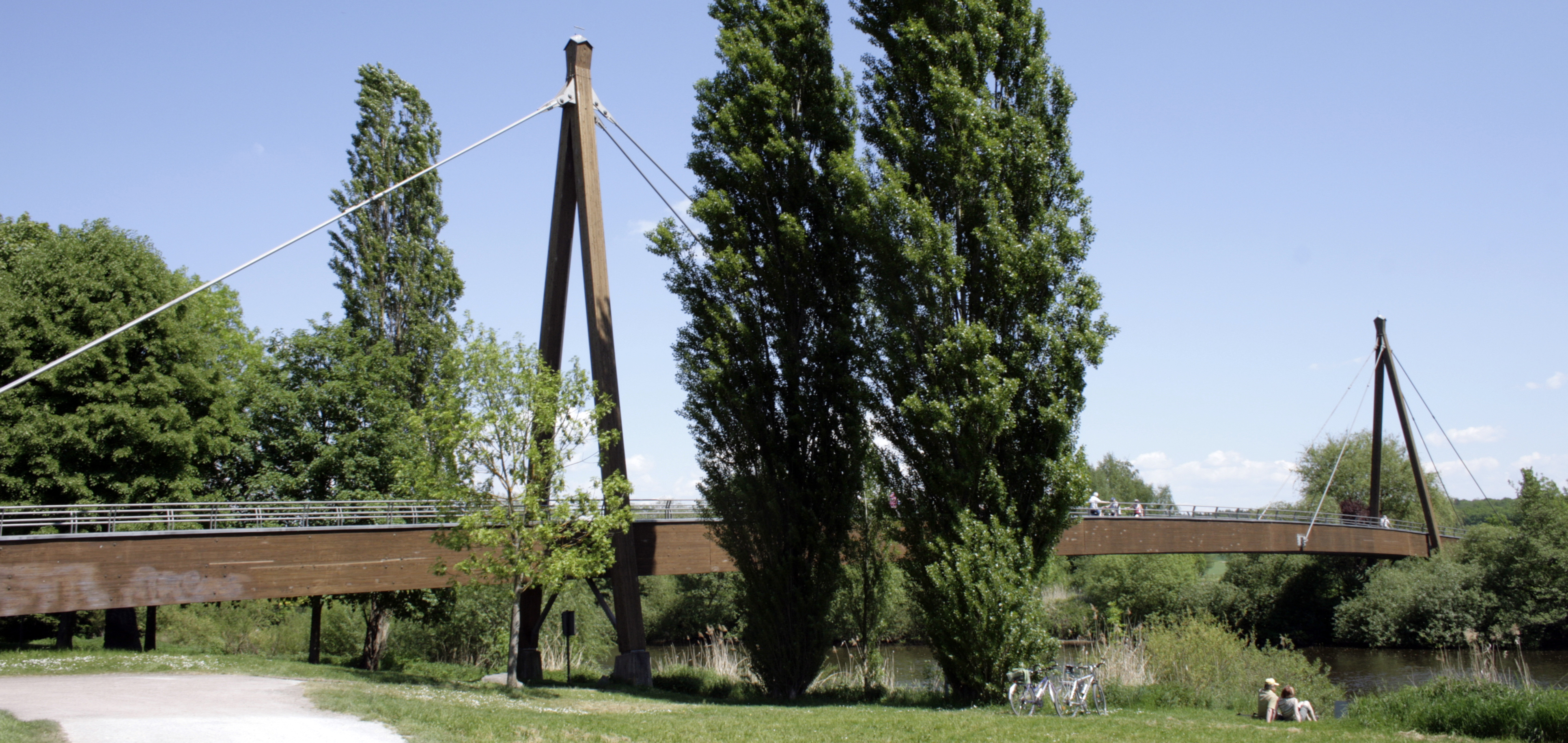
Kurt-van-der-Burg-Brücke

Die Lahnfähre in Dietkirchen wird bereits zwischen den Jahren 1048 und 1098 erwähnt. Der Betrieb dieser Fähre war ein Lehnsrecht. 1959 wurde der Fährbetrieb eingestellt. Von 1976 bis 1980 war die Fähre nochmals in Betrieb, bevor sie endgültig außer Betrieb ging. Als Ersatz wurde 1989 etwa 300 m südlich des Felsens eine 145 Meter lange und 3,30 Meter breite Rad- und Fußbrücke aus Holz gebaut, die eine direkte Verbindung zum Nachbarort Eschhofen darstellt. 2010 wurde sie nach dem damaligen Dietkircher Ortsvorsteher Kurt van der Burg benannt. An dieser Brücke treffen sich die beiden hessischen Radfernwege R7 und R8. Die Brücke stellt außerdem den Anschluss Dietkirchens an die ebenfalls 1989 fertiggestellte Kläranlage Eschhofen auf der gegenüberliegenden Lahnseite dar. Die Abwasserrohre werden unter den Holzplanken, auf denen sich Fußgänger und Radfahrer bewegen, über die Lahn geführt.
Im Bereich der Emsbach-Mündung gibt es in der Lahn eine Furt, die spätestens in fränkischer Zeit intensiv genutzt wurde. Die kaiserliche Reichspost nutzte später diesen Weg auf der Streckenführung Frankfurt – Köln und trug dazu bei, dass die Bezeichnung Postmauer bis heute noch lebendig ist.

### Dietkircher Markt
Die ersten Anfänge des Dietkircher Marktes sind nicht mehr zu datieren. Wahrscheinlich liegen sie im Hochmittelalter. Hinweise auf einen Jahrmarkt am Lubentiustag datieren bereits auf das späte 13. Jahrhundert, eindeutig belegt ist er aber erst im Jahr 1538. Der Markt war in früheren Zeiten ein Anziehungspunkt für Besucher aus der weiteren Umgebung.
Seit 1991 gibt es wieder, auf Initiative des damaligen Ortsvorstehers Kurt van der Burg und in Zusammenarbeit aller Vereine, eine Neuauflage des Marktes. Dieser findet als historisch orientierter Markt alle drei Jahre im Oktober seine Neuauflage und ist neben der jährlichen Zeltkirmes im August der festliche Höhepunkt in Dietkirchen.

### Kriegsgefangenenlager und Kriegsgräberstätte

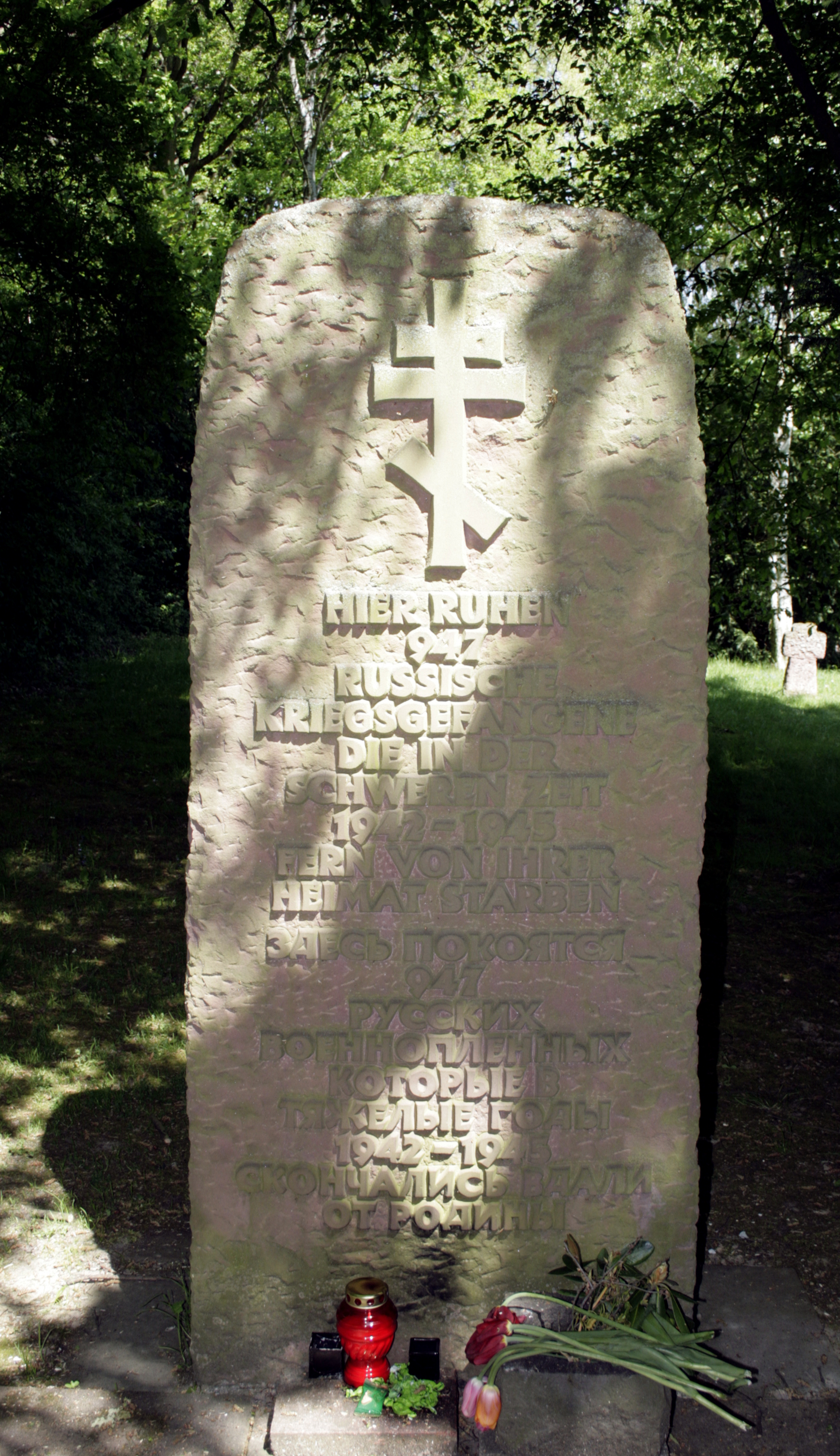
Gedenkstein auf der Kriegsgräberstätte

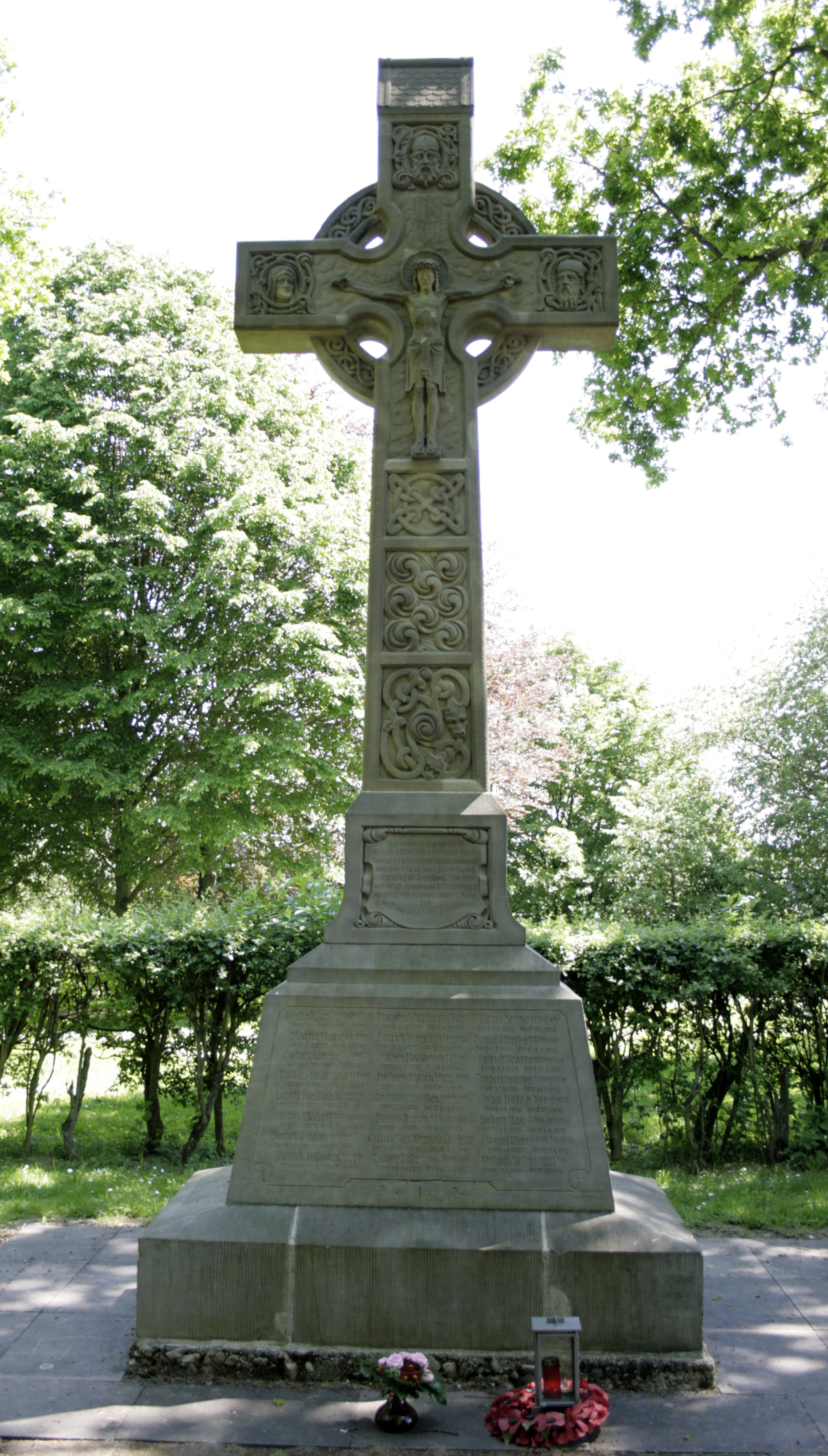
Keltisches Hochkreuz auf der Kriegsgräberstätte

Im Ersten Weltkrieg wurde Ende 1914 an beiden Seiten der Straße von Limburg nach Dietkirchen ein Kriegsgefangenenlager eingerichtet. Die aus Baracken bestehende Anlage war auf bis zu 12.000 Inhaftierte ausgelegt. Zunächst waren dort vor allem englische, irische und französische Soldaten festgesetzt, zum Ende des Krieges hin insbesondere Russen und Polen, vereinzelt auch Italiener. Am 23. Dezember 1914 wurde mit militärischen Ehren der erste Tote des Lagers, ein Ire, Fredrick Reilly (* 24. August 1864; † 20. Dezember 1914), auf dem nahe gelegenen Gräberfeld bestattet. Im Mai 1915 kam das Lager an seine Belegungsgrenze. Tagsüber mussten die Gefangenen in Firmen und auf Bauernhöfen der Umgebung Arbeit leisten. Im August 1916 wurde das Gräberfeld, das sich gemeinsam mit der Sanitätsstation südlich der Straße zwischen Limburg und Dietkirchen befand, zu einer Kriegsgräberstätte ausgebaut. Zum Pfingstfest am 25. Mai 1917 wurde ein drei Meter hohes Keltenkreuz zum Gedenken an die irischen Verstorbenen errichtet. Am 3. August wurde eine Skulptur des französischen Bildhauers Eduard Colomo, der selbst Gefangener in Dietkirchen war, fertiggestellt.
Bis 1920 diente das Lager als Durchgangsstation für ehemalige deutsche Soldaten, die aus alliierter Kriegsgefangenschaft entlassen worden waren. Im Jahr 1923 wurden bis auf die russischen Toten und einen Franzosen alle exhumiert und entweder in ihrer Heimat oder auf größeren, zentralen Gräberstätten bestattet.
Im Zweiten Weltkrieg wurde der Lagerfriedhof wieder genutzt. Dort wurden sowjetische Kriegsgefangene beigesetzt, die im „Stammlager XII A“ bei Diez gestorben waren. Im Ersten Weltkrieg wurden auf dem Friedhof rund 330 Russen, 130 Franzosen, 60 Italiener, 47 Engländer, 45 Iren, sieben Serben, zwei Belgier und ein Rumäne bestattet. Bis zum Ende des Zweiten Weltkrieges wuchs die Zahl der sowjetischen Bestatteten auf schätzungsweise 945 an. Deshalb wird die Gräberstätte im Volksmund sowohl als „Franzosenfriedhof“ als auch als „Russenfriedhof“ bezeichnet. Im Jahr 1954 wurden dort die sterblichen Überreste dreier sowjetischer Kriegsgefangener beigesetzt, die in den letzten Kriegstagen bei Oberweyer von SS-Leuten erschossen und vom dortigen Bürgermeister zunächst dort bestattet worden waren. An der Stelle des nicht mehr instandsetzbaren französischen Denkmals ließ die Stadt Limburg im Jahr 1959 einen Gedenkstein für die sowjetischen Toten errichten. Zwischen 1998 und 2005 wurde die gesamte Anlage grundlegend saniert.

### Dietkirchen als Stadtteil von Limburg

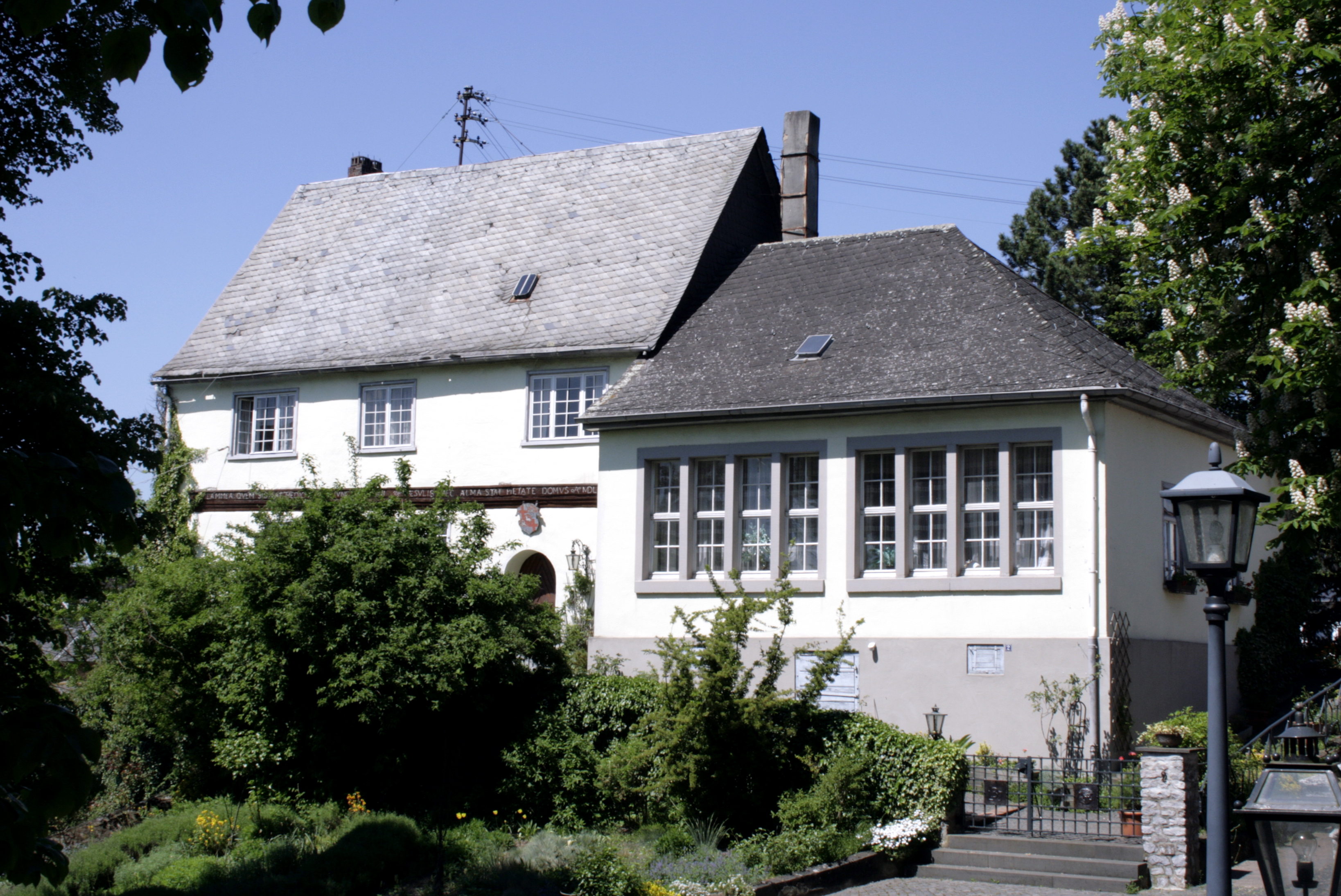
Alte Schule

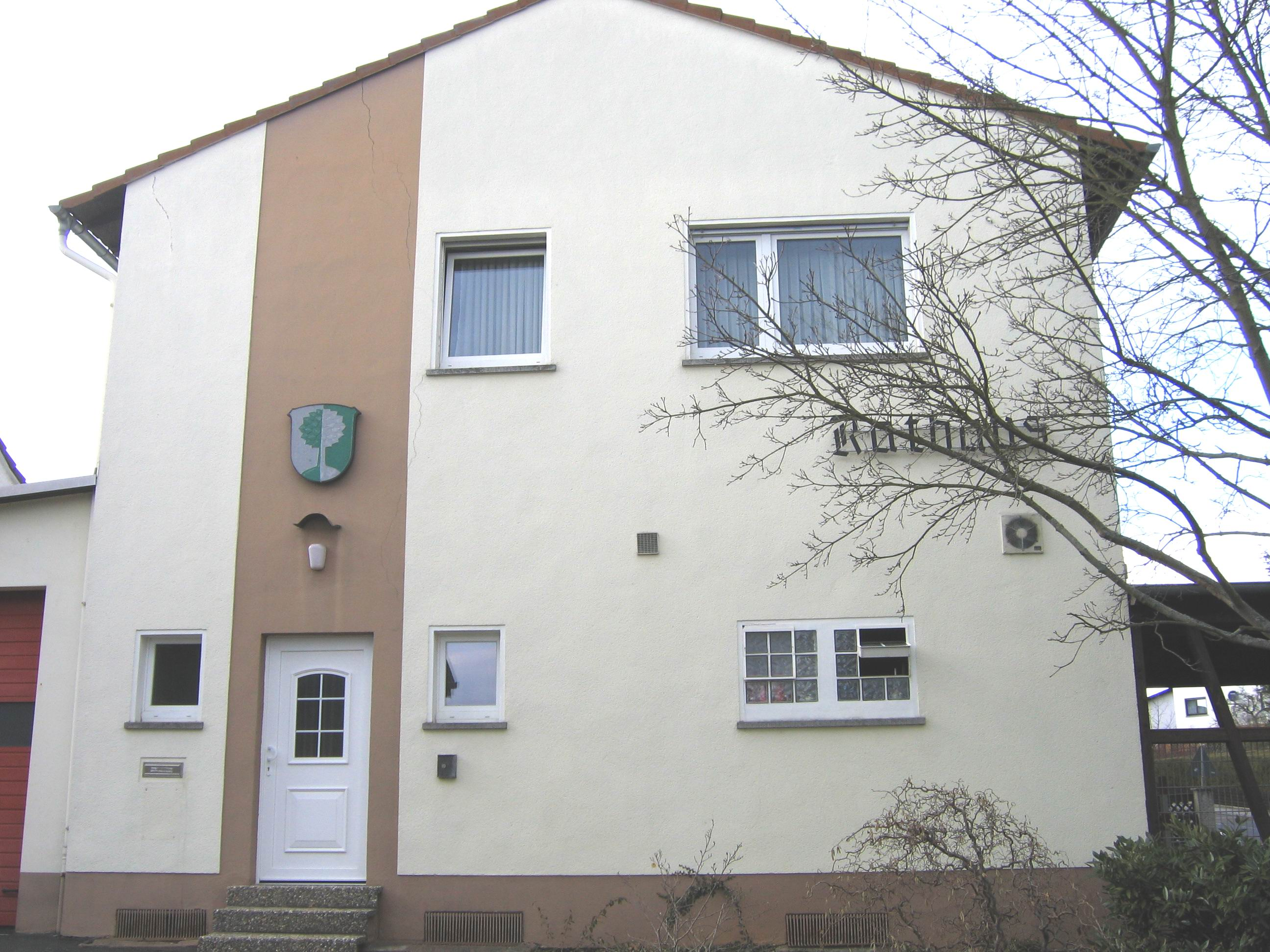
Altes Rathaus von Dietkirchen

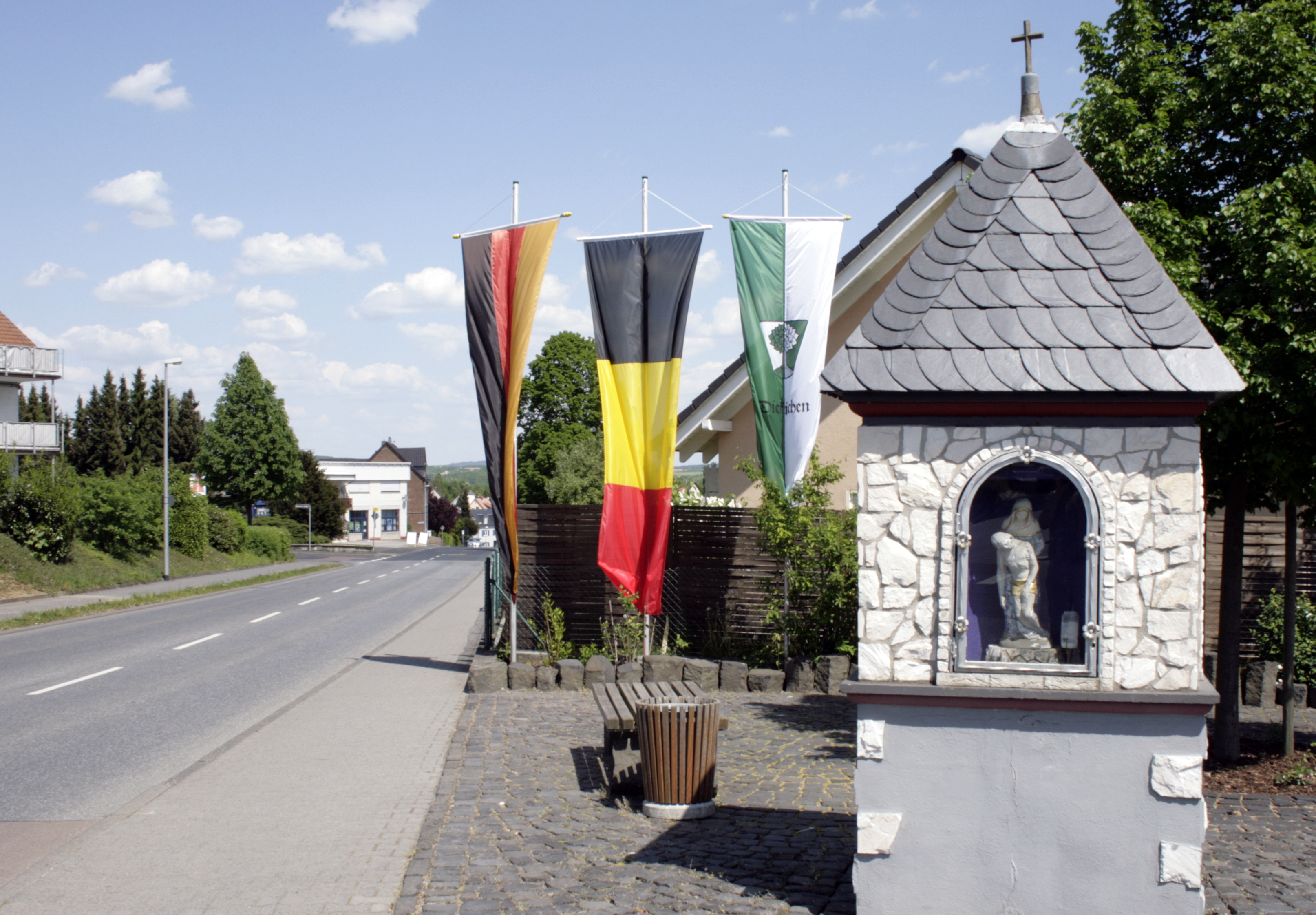
Festliche Beflaggung am Ortseingang aus Richtung Limburg

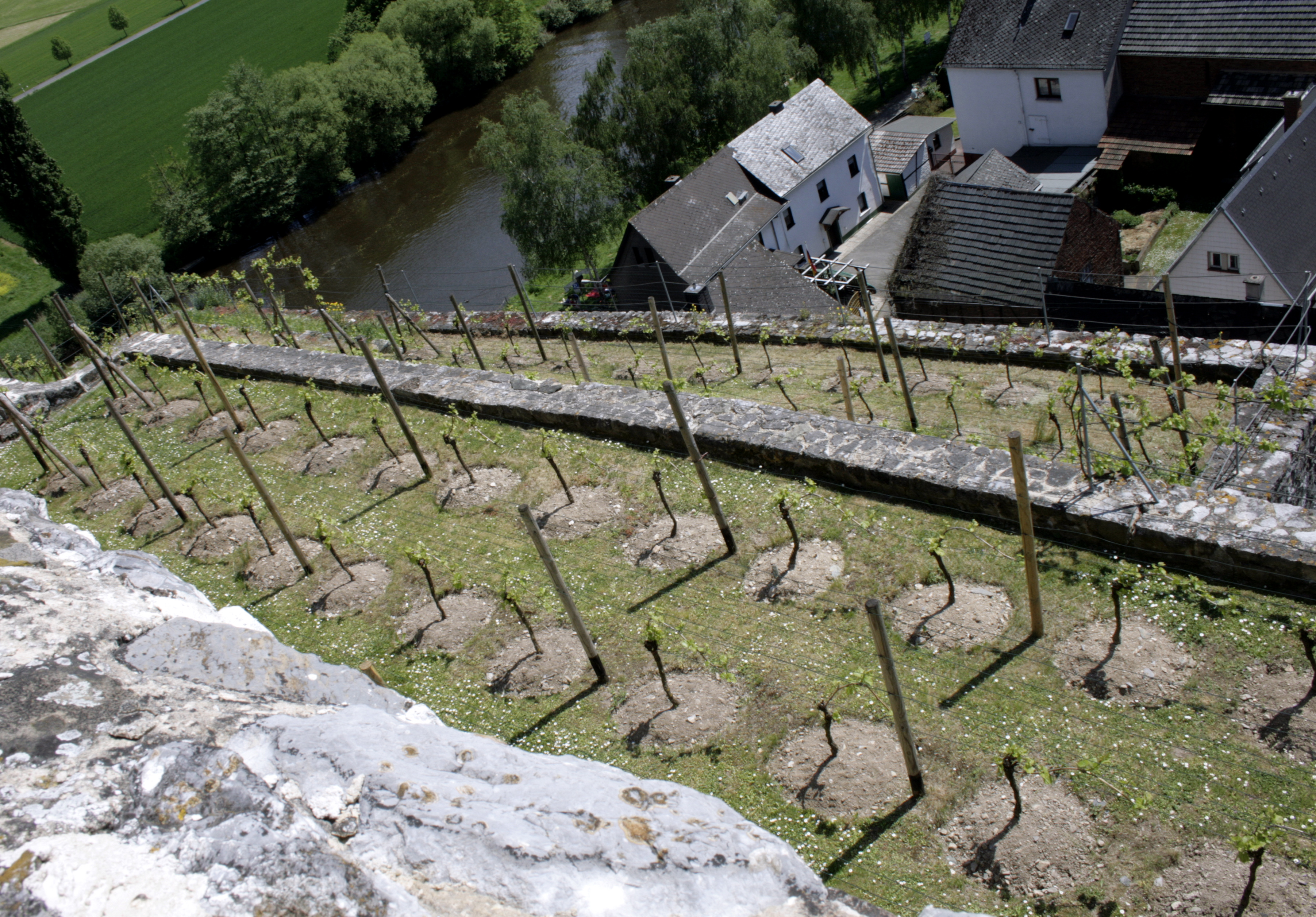
Blick vom Kirchenfelsen über den „Weinberg“ auf die Lahn

Zum 1. Oktober 1971 gab die Gemeinde ihre Selbstständigkeit auf und wurde im Zuge der Gebietsreform in Hessen als erster der umliegenden Orte in die Stadt Limburg eingemeindet.
Für alle nach Limburg eingegliederten Gemeinden sowie für die Kernstadt wurde je ein Ortsbezirk gebildet.
Dietkirchen ist der einzige Stadtteil von Limburg, der seit 1969 keine eigene Grundschule mehr unterhält. Um daraus resultierende Nachteile für die Dorfgemeinschaft zu vermeiden, wurden im Gegenzug seit der Schließung alle Dietkircher Kinder gemeinsam in einer Klasse der Limburger Leo-Sternberg-Schule unterrichtet. Erstmals ab dem Schuljahr 2012/2013 konnte diese Vereinbarung nicht aufrechterhalten werden.
Seit 2001 ist Dietkirchen im hessischen Dorferneuerungsprogramm. Unterstützt durch Fördergeld aus diesem Programm wurden bereits mehrere alte Landwirtschaftsgebäude, insbesondere in der Brunnenstraße und Limburger Straße, saniert und zu Wohnhäusern umgebaut.
Seit 1998 wird am Südwesthang des Stiftsfelsens Wein angebaut. Die Ernte liegt zwischen 300 und 400 Kilogramm pro Jahr und wird vor allem zu Messwein verarbeitet.
Im Jahr 2012 nahm Dietkirchen am Europäischen Dorferneuerungspreis der Europäischen ARGE Landentwicklung und Dorferneuerung teil und wurde für „besondere Leistungen in einzelnen Bereichen der Dorfentwicklung“ ausgezeichnet.

### Verwaltungsgeschichte im Überblick
Die folgende Liste zeigt die Staaten und Verwaltungseinheiten, denen Dietkirchen angehört(e):
- vor 1803: Heiliges Römisches Reich, Kurfürstentum Trier, Unteres Erzstift, Amt Limburg, Gericht Lindenholzhausen
- ab 1803: Heiliges Römisches Reich, Fürstentum Nassau-Weilburg,[Anm. 2] Amt Limburg
- ab 1806: Herzogtum Nassau,[Anm. 3] Amt Limburg
- ab 1849: Herzogtum Nassau, Kreisamt Limburg[Anm. 4]
- ab 1854: Herzogtum Nassau, Amt Limburg
- ab 1867: Norddeutscher Bund, Königreich Preußen, Provinz Hessen-Nassau, Regierungsbezirk Wiesbaden, Unterlahnkreis[Anm. 5]
- ab 1871: Deutsches Reich, Königreich Preußen, Provinz Hessen-Nassau, Regierungsbezirk Wiesbaden, Unterlahnkreis
- ab 1886: Deutsches Reich, Königreich Preußen, Provinz Hessen-Nassau, Regierungsbezirk Wiesbaden, Kreis Limburg
- ab 1918: Deutsches Reich, Freistaat Preußen, Provinz Hessen-Nassau, Regierungsbezirk Wiesbaden, Kreis Limburg
- ab 1944: Deutsches Reich, Freistaat Preußen, Provinz Nassau, Landkreis Limburg
- ab 1945: Deutsches Reich, Amerikanische Besatzungszone,[Anm. 6] Groß-Hessen, Regierungsbezirk Wiesbaden, Landkreis Limburg
- ab 1946: Deutsches Reich, Amerikanische Besatzungszone, Hessen, Regierungsbezirk Wiesbaden, Landkreis Limburg
- ab 1949: Bundesrepublik Deutschland, Hessen, Regierungsbezirk Wiesbaden, Landkreis Limburg
- ab 1968: Bundesrepublik Deutschland, Hessen, Regierungsbezirk Darmstadt, Landkreis Limburg
- ab 1971: Bundesrepublik Deutschland, Hessen, Regierungsbezirk Darmstadt, Landkreis Limburg, Stadt Limburg
- ab 1974: Bundesrepublik Deutschland, Hessen, Regierungsbezirk Darmstadt, Landkreis Limburg-Weilburg, Stadt Limburg
- ab 1981: Bundesrepublik Deutschland, Hessen, Regierungsbezirk Gießen, Landkreis Limburg-Weilburg, Stadt Limburg

## Bevölkerung

### Einwohnerentwicklung
| Dietkirchen: Einwohnerzahlen von 1834 bis 2020 | Dietkirchen: Einwohnerzahlen von 1834 bis 2020 | Dietkirchen: Einwohnerzahlen von 1834 bis 2020 | Dietkirchen: Einwohnerzahlen von 1834 bis 2020 | Dietkirchen: Einwohnerzahlen von 1834 bis 2020 |
| --- | ---------------------------------------------- | ---------------------------------------------- | ---------------------------------------------- | ---------------------------------------------- |
| Jahr |                                                |                                                |                                                | Einwohner                                      |
| 1834 | 1834                                           |                                                | 462                                            | 462                                            |
| 1840 | 1840                                           |                                                | 494                                            | 494                                            |
| 1846 | 1846                                           |                                                | 522                                            | 522                                            |
| 1852 | 1852                                           |                                                | 543                                            | 543                                            |
| 1858 | 1858                                           |                                                | 560                                            | 560                                            |
| 1864 | 1864                                           |                                                | 607                                            | 607                                            |
| 1871 | 1871                                           |                                                | 658                                            | 658                                            |
| 1875 | 1875                                           |                                                | 678                                            | 678                                            |
| 1885 | 1885                                           |                                                | 694                                            | 694                                            |
| 1895 | 1895                                           |                                                | 672                                            | 672                                            |
| 1905 | 1905                                           |                                                | 753                                            | 753                                            |
| 1910 | 1910                                           |                                                | 764                                            | 764                                            |
| 1925 | 1925                                           |                                                | 782                                            | 782                                            |
| 1939 | 1939                                           |                                                | 803                                            | 803                                            |
| 1946 | 1946                                           |                                                | 1.002                                          | 1.002                                          |
| 1950 | 1950                                           |                                                | 1.010                                          | 1.010                                          |
| 1956 | 1956                                           |                                                | 1.023                                          | 1.023                                          |
| 1961 | 1961                                           |                                                | 1.052                                          | 1.052                                          |
| 1967 | 1967                                           |                                                | 1.107                                          | 1.107                                          |
| 1970 | 1970                                           |                                                | 1.193                                          | 1.193                                          |
| 1974 | 1974                                           |                                                | 1.122                                          | 1.122                                          |
| 1987 | 1987                                           |                                                | 1.503                                          | 1.503                                          |
| 1994 | 1994                                           |                                                | 1.644                                          | 1.644                                          |
| 2000 | 2000                                           |                                                | ?                                              | ?                                              |
| 2011 | 2011                                           |                                                | 1.620                                          | 1.620                                          |
| 2014 | 2014                                           |                                                | 1.693                                          | 1.693                                          |
| 2020 | 2020                                           |                                                | 1.630                                          | 1.630                                          |
| Datenquelle: Historisches Gemeindeverzeichnis für Hessen: Die Bevölkerung der Gemeinden 1834 bis 1967. Wiesbaden: Hessisches Statistisches Landesamt, 1968. Weitere Quellen: LAGIS; Stadt Limburg; Zensus 2011 |                                                |                                                |                                                |                                                |

### Einwohnerstruktur 2011
Nach den Erhebungen des Zensus 2011 lebten am Stichtag dem 9. Mai 2011 in Dietkirchen 1620 Einwohner. Darunter waren 81 (5,0 %) Ausländer.
Nach dem Lebensalter waren 291 Einwohner unter 18 Jahren, 632 zwischen 18 und 49, 345 zwischen 50 und 64 und 339 Einwohner waren älter.
Die Einwohner lebten in 681 Haushalten. Davon waren 186 Singlehaushalte, 198 Paare ohne Kinder und 240 Paare mit Kindern, sowie 45 Alleinerziehende und 12 Wohngemeinschaften. In 147 Haushalten lebten ausschließlich Senioren und in 441 Haushaltungen lebten keine Senioren.

### Historische Religionszugehörigkeit
| • 1885: | 13 evangelische (= 1,87 %), 681 katholische (= 98,13 %)Einwohner          |
| • 1961: | 83 evangelische (= 7,90 %), 963 römisch-katholische (= 91,69 %) Einwohner |

## Politik

### Ortsbeirat
Für den Stadtteil Dietkirchen besteht ein Ortsbezirk (Gebiete der ehemaligen Gemeinde Dietkirchen) mit Ortsbeirat und Ortsvorsteher nach der Hessischen Gemeindeordnung.
Der Ortsbeirat Dietkirchen besteht aus sieben Mitgliedern. Bei den Kommunalwahlen in Hessen 2021 betrug die Wahlbeteiligung zum Ortsbeirat 53,85 %. Dabei wurden gewählt: ein Mitglied der SPD, vier Mitglieder der CDU und zwei Mitgliedes des Bündnis 90/Die Grünen. Der Ortsbeirat wählte Markus Wirth (CDU) zum Ortsvorsteher.

### Wappen
Am 20. Februar 1968 wurde der Gemeinde Dietkirchen im damaligen Landkreis Limburg ein Wappen mit folgender Blasonierung verliehen: In von Silber und Grün gespaltenem Schild eine Linde mit Bodenstück in verwechselten Farben.

### Partnerschaften
Die Städtepartnerschaft der Stadt Limburg mit der belgischen Stadt Oudenburg hatte ihren Ursprung in einer Initiative der Gemeinde Dietkirchen kurz vor deren Angliederung an Limburg.

## Vereine

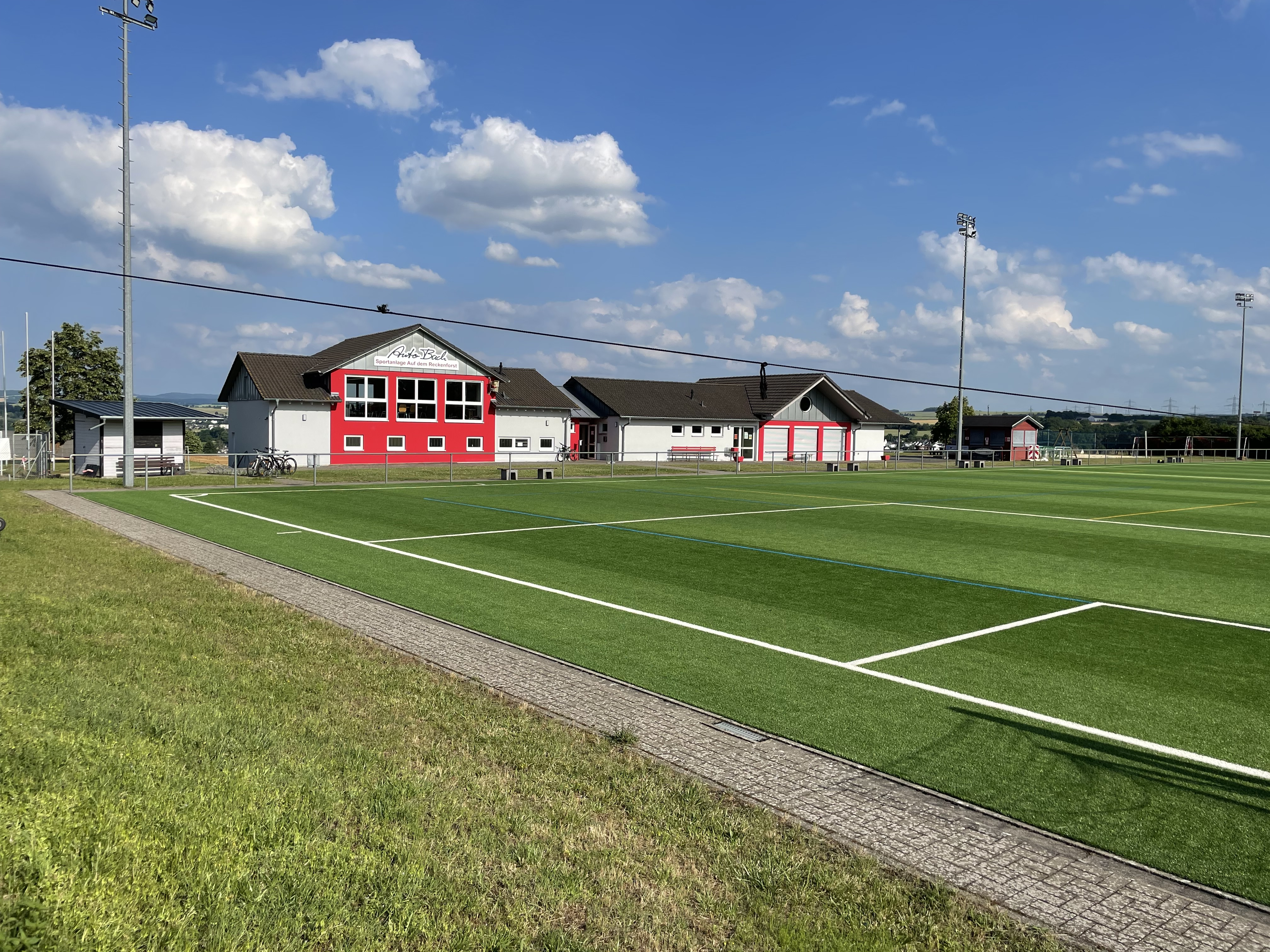
Sportplatz und Vereinsheim des TuS Dietkirchen, Juli 2021

Dietkirchen verfügt über einen Verschönerungsverein, den Turn- und Sportverein TuS Dietkirchen, den Männergesangverein „Liederkranz“, den Sängerchor „Cäcilia“ der Lubentiuskirche mit Kinderchor St. Lubentius, einen Obst- und Gartenbauverein, die Freiwillige Feuerwehr Dietkirchen (gegründet 1934) mit Jugendfeuerwehr seit 14. Mai 1974, einen Schützenverein, den Förderverein für Kinder und Jugend im Dorf Dietkirchen kurz „KiJuDi“, den „Vereinsring Fastnacht“ sowie Ortsgruppen der Katholischen Frauengemeinschaft, der Katholischen Arbeitnehmerbewegung und des VdK. Der Vereinsring, der ursprünglich nur der Koordination der Aktivitäten diente, konzentriert sich inzwischen vor allem auf die Ausrichtung des alle drei Jahre stattfindenden Historischen Dietkircher Marktes.

## Infrastruktur
In Dietkirchen sorgt die Freiwillige Feuerwehr Dietkirchen, gegr. 1934 (seit 14. Mai 1974 mit ihrer Jugendfeuerwehr), für den abwehrenden Brandschutz und die allgemeine Hilfe.

## Verkehr
Dietkirchen wird durch die Busse der Stadtlinie Limburg, welche Teil der Verkehrsgesellschaft Lahn-Dill-Weil (VLDW) sind im Tagverkehr, sowie im Nachtverkehr durch den Lahnstern bedient.
Siehe auch: Nahverkehr in Limburg an der Lahn

## Persönlichkeiten
- Wilhelm Breithecker (* 31. Januar 1897 in Ellar; † 4. Juli 1982 ebenda), 1. August 1929 Regens am Konvikt Montabaur, 1. Februar 1939 kath. Pfarrer in Dietkirchen, erste Verhaftung 7. März 1939 wegen der geheimen Weiterführung des Bund Neudeutschland; KZ-Haft in Berlin, Sachsenhausen und Dachau von 3. Juli 1939 bis 28. März 1945; 5. Februar 1947 Dekan von Dietkirchen, 1. Dezember 1970 Ruhestand; Ehrenbürger von Dietkirchen. Sein Grab ist an der St. Lubentiuskirche in Dietkirchen.
- Hans-Albert Courtial (* 17. Mai 1946 in Dietkirchen), Unternehmer und Kulturmanager[18]